# Elián González
Pour les articles homonymes, voir González.
 (juin 2019).
Si vous disposez d'ouvrages ou d'articles de référence ou si vous connaissez des sites web de qualité traitant du thème abordé ici, merci de compléter l'article en donnant les références utiles à sa vérifiabilité et en les liant à la section « Notes et références ».
Elián González, né le 6 décembre 1993 à Cárdenas, est un garçon cubain qui quitta Cuba en novembre 1999, emmené par sa mère, afin d'émigrer aux États-Unis. Sa mère et dix autres personnes se noyèrent dans leur tentative. Elián survécut avec trois autres rescapés, dérivant sur une chambre à air jusqu'aux côtes de Floride.

## Biographie
En raison de certaines dérogations prévues dans les lois sur l'immigration aux États-Unis, les Cubains qui quittent Cuba et arrivent sur le sol américain sont généralement autorisés à rester dans le pays. Plusieurs des parents américains d'Elián, ainsi que différentes organisations contre Fidel Castro, ont violemment affirmé dans les médias et devant la cour que cela constituait une base juridique pour qu'Elián reste aux États-Unis. 
D'autre part, sa mère l'a emmené apparemment sans la permission de son père dont elle était divorcée, ce cas était, en plus des polémiques autour de l'asile politique, aussi et surtout une bataille autour du droit de garde. Le gouvernement de Cuba, après de nombreuses négociations et discussions, le service de l'immigration et de la naturalisation américain et le département de la Justice des États-Unis ont déclaré que pour cette raison Elián devait retourner chez son père à Cuba.
La polémique a fortement enflé, et la maison d'Elián à Miami est devenue le lieu d'un immense défilé de médias. Pendant une grande partie de l'été 2000, cette controverse a continué à dominer la presse américaine.
La bataille est parvenue jusqu'au Congrès américain et à la Cour suprême des États-Unis qui a clos l'affaire. Le 22 avril 2000, les agents fédéraux ont appliqué la décision de justice en se rendant à la maison de son grand-oncle pour ramener Elián. Une photographie célèbre montre un policier avec un fusil automatique, Elián et son infirmier qui s'étaient cachés dans une armoire.
À la suite de quoi, il y eut une brève controverse politique, qui portait sur le fait que l'ordre de recherche avait ou non autorisé l'usage des armes.
Après la rencontre avec son père à Washington, DC, Elián est retourné avec lui en juin 2000 à Cuba.
L'affaire Gonzalez eut probablement un impact sur l'élection présidentielle à la fin de l'année, Al Gore ayant subi le vote sanction de la communauté américano-cubaine de Floride dans des proportions excédant largement la différence de voix avec George W. Bush pour cet État.